# Брюгге
Брю́гге (нід. Brugge, МФА: [ˈbrʏɣə], фр. Bruges) — місто в Бельгії, столиця провінції Західна Фландрія. Населення 117 200 осіб (2006), але в Середньовіччі, у добу свого найбільшого розквіту місто налічувало до 200 000 жителів.

## Географія
Брюгге лежить за 16 км від морського берега, на родючій рівнині, на лінії державної залізниці Гент — Остенде. У місті з'єднуються три канали — Гентський, Сльойський і Остендський; ці канали такі глибокі, що по них можуть плисти великі морські кораблі. Часом Брюгге називають «Північна Венеція».

## Історія

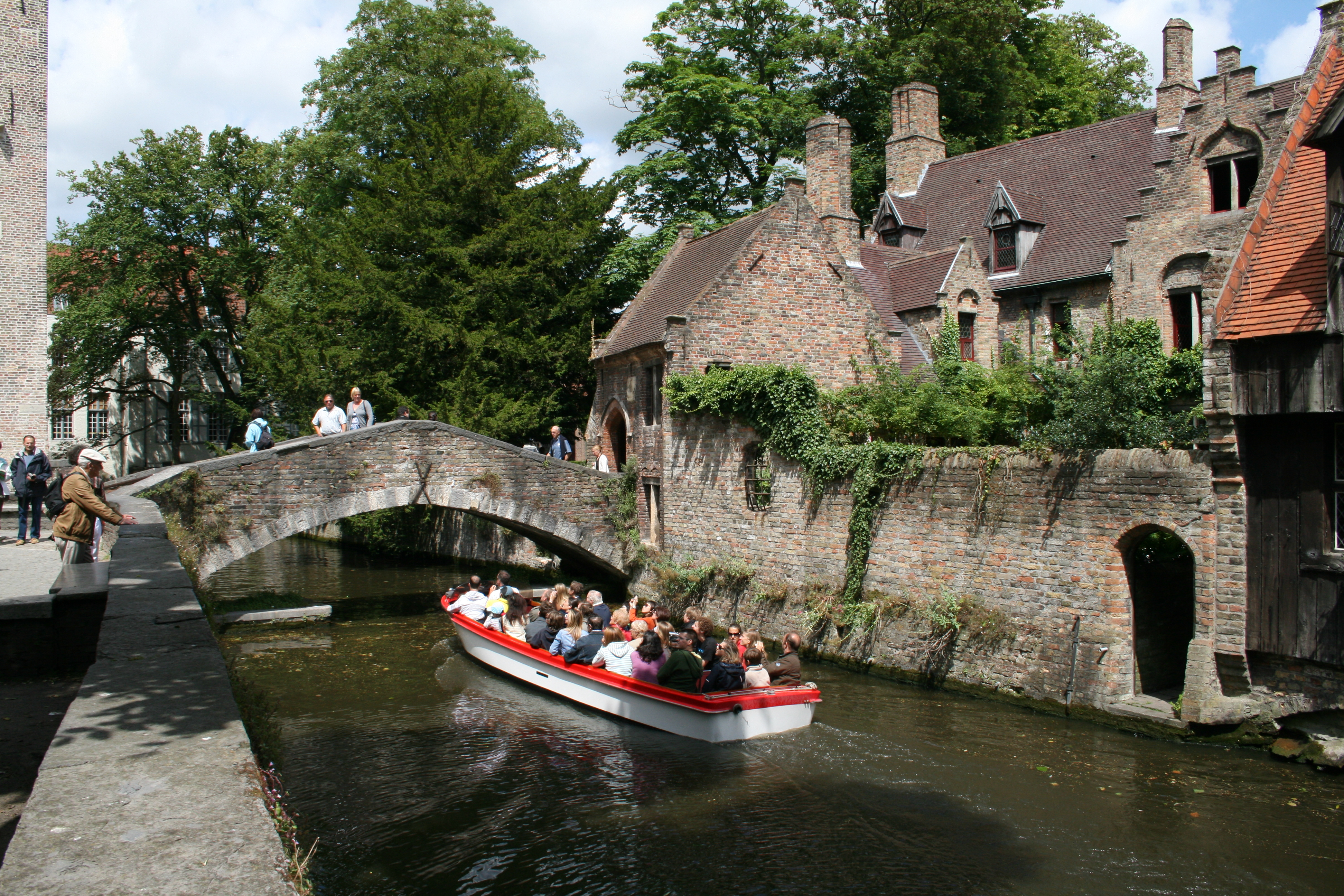
Через Брюгге, який інколи називають «Венеція Півночі», проходить багато водних шляхів

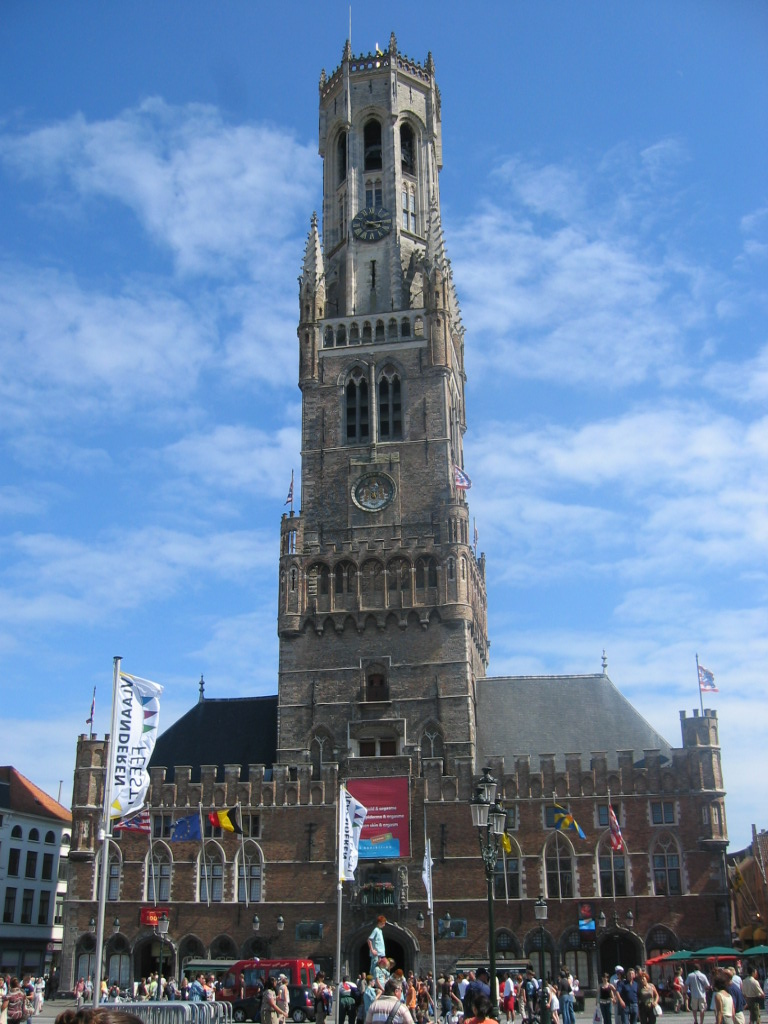
Бефруа

Історію Брюгге можна спостерегти до III століття, коли св. Хризоліт проповідував Євангеліє його мешканцям. У VII столітті Брюгге став головним містом свого округу, що називався Фландрія.
Досить рано тут розвинулася морська торгівля. Зв'язки з Англією, відколи її завоювали нормани, були такі жваві, що купці з Брюгге заснували лондонську Ганзу, що мала великі права й була така сильна, що граф фламандський у 1242 зобов'язався призначати на схепенів тільки членів Ганзи.
У 1302 на чолі з Петером Конінком — старшиною цеху ткачів у Брюгге, і Йоганом Брейделем, старшиною цеху м'ясників, фламандські міста повстали (так звана «Брюггська утреня») проти французького намісника Якова де Шатійона, що призвело до знаменитої битви під Кортрейком. У 1887 році в місті на честь обох ватажків повстання встановлено монумент.
Статки міста в Середньовіччі були величезні. Про це свідчать будівлі та пам'ятки мистецтва, що досі збереглися. У XIV столітті Брюгге був центром торгівлі в Північній Європі. Проте незабаром повільне засипання піском двох гаваней через недбалість жителів, що їх поглинули тільки внутрішні розбрати, призвело до падіння його величі на користь суперника — Антверпена. Заворушення кінця XV століття вкрай шкідливо дались узнаки на торгівлі, і тільки монопольна торгівля вовною, що багато важила для англійців після втрати Кале (1560), вберегла місто від остаточного занепаду.
Добробут міста підірвали ще й великі переселення під час релігійних воєн та жорстоке царювання Філіпа II. У 1704 Брюгге обложили нідерландці, у 1708, 1745 та 1794 його брали французи. Поки Бельгія належала Франції, Брюгге був головним містом департаменту Ліс. У 1814 Брюгге відійшло до Нідерландів, 1830 — до Бельгії.

## Визначні місця
У місті налічується 54 мости, з них 12 дерев'яних і розвідних для пропуску суден. Варті уваги такі будівлі: чотирикутний ринок на великій площі (XIV століття) з вежею заввишки 107 метрів; на вежі — відомі куранти; реставрована готична будівля ратуші, побудована наприкінці XIV століття; в цій будівлі знаходяться нещодавно відновлені 33 статуї фландрських графів і графинь, яких спалили французи в 1792 році; будівля суду, колишня резиденція графів Фландрії; в цій будівлі знаходиться відомий камін, прикрашений різьбою по дереву, і виготовлений у 1529—1531 роках, з численними гербами, портретами та статуями Карла V, Максиміліана і Марії Бургундської, Фердинанда Арагонського та Ізабелли Кастильської.
Церква Богоматері з гостроверхою вежею 123  м заввишки, мармуровою статуєю Богоматері з немовлям початку XVI століття, однією з небагатьох робіт Мікеланджело, яка перебуває за межами Італії; в цій самій церкві є цінні картини Зегерса (Zegers), де Крайера (de-Crayer), ван Оста (van Oost), E. Квелліна (E. Quellyn), надгробок Карла Сміливого і його дочки, Марії Бургундської.
Кафедральний собор Христа Спасителя (Saint Salvator's Cathedral) побудований з цегли ще в XIII або XIV ст. Непоказний ззовні, але зате багато прикрашений всередині, з картинами І. ван Оста (van Oost), ван Гука (van Hoek), Квелліна (Quellyn), Мемлінга та Каплиця «Святої Крові», або церква св. Василя,  — двоповерхова будівля; нижній поверх був збудований у 1150 році, верхній — у XV столітті, чудово відреставрований у 1829—1839 роках; за переказами, Дітрих Ельзаський у 1150 році привіз у цю церкву кілька крапель крові Спасителя, 700-річний ювілей цієї події урочисто святкувався церквою в 1850 році; Єрусалимська церква з точним відтворенням Св. Гробу; церква св. Якова з багатьма картинами, побудована в 1457—1518 рр.; Єпископська семінарія, шпиталь св. Йоганна, де крім багатьох цінних картин (шість із них належать пензлю Мемлінга), зберігається рака св. Урсули, на якій Мемлінг намалював катування 11.000 кельнських дівчат — твір, що вважається шедевром цього художника. Мемлінгові, так само як і уродженцю Брюгге, математикові Стевіну, винахіднику децимальних мір, споруджено пам'ятники.
Брюгге — осідок єпископа з 1559 року, тут знаходяться: суд першої інстанції, провінційна управа Західної Фландрії, Гімназія, Академія мистецтв з картинною галереєю (побудована в 1719 р., знову перероблена в 1755 р.), музей, Ботанічний сад, Публічна бібліотека (з 562-ма рукописами), театр і багато благодійних установ. Головні галузі промисловості в Брюгге — виробництво лляних, вовняних та бавовняних тканин, мережив; крім того, є пивоварні та винокурні заводи, а також кораблебудування.
На центральному майдані стоїть пам'ятник Яну Брейделю, героєві битви «Золотих шпор». На північ від центру міста розташований «Мереживний центр», де можна придбати шедеври місцевих мереживниць, і Єрусалимська церква.

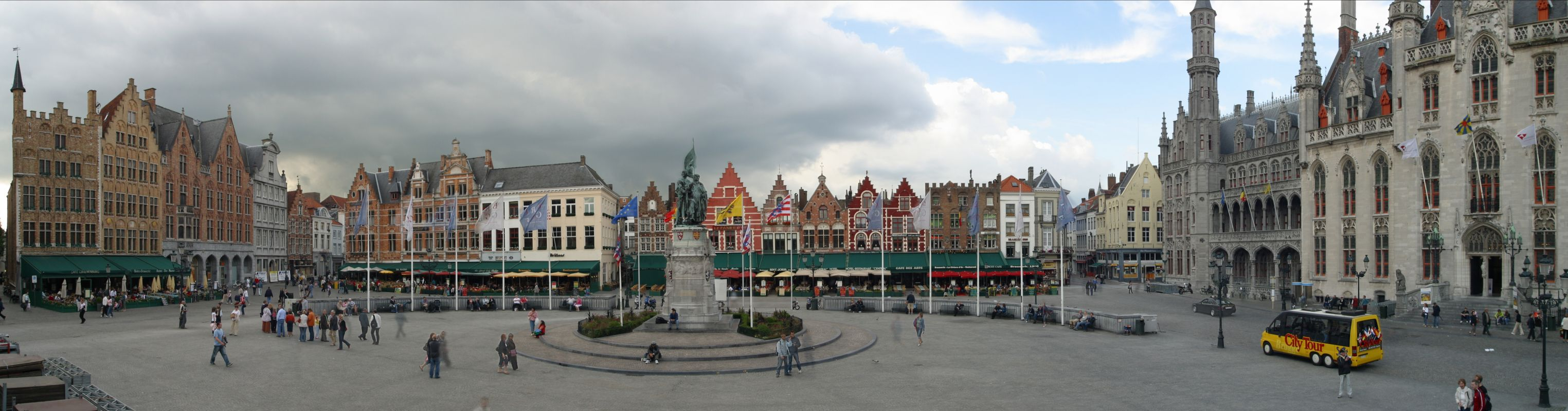
Старий ринок у Брюгге

## Музеї
- Музей образотворчих мистецтв (музей Грунінген) (нід. Groeningemuseum).
- Музей Грютгузе (нід. Bruggemuseum-Gruuthuse)
- Музей Сальвадора Далі
- Колишній шпиталь Св. Іоанна і музей Мемлінга (нід. Memling in Sint-Jan - Hospitaalmuseum)
- Будинок Аренца (музей Ф. Бренгвіна) (нід. Arentshuis)
- Музей Гвідо Гезелле (нід. Bruggemuseum-Gezelle)
- Церква Богоматері (нід. Onthaalkerk Onze-Lieve-Vrouw).
- Археологічний музей (нід. Bruggemuseum-Archeologie)
- Бефруа (нід. Belfort)
- Міська ратуша (нід. Stadhuis)
- Будинок «Свобода Брюгге» (нід. Brugse Vrije)
- Музей гончарного ремесла в лікарні Богоматері (нід. Onze-Lieve-Vrouw ter Potterie)
- Фольклорний музей (музей народного мистецтва і традицій) (нід. Bruggemeum-Volkskunde)
- Млин Sint-Janshuis (нід. Sint-Janshuismolen)
- Млин Koelewei (нід. Koeleweimolen)

## Спорт
У місті діють професійні футбольні клуби: «Брюгге» та «Серкль».

## Особи, пов'язані з містом
- Матильда Фландрська (1031—1083) — дружина короля Англії Вільгельма I Завойовника та матір двох королів Вільгельма II та Генріха І
- Ганс Мемлінг (1433/1435-1494) — художник
- Ян Провост (1465—1529) — художник
- Амброзіус Бенсон (? — 1550) — художник
- Франс Пурбюс старший (1545—1581) — художник
- Луї Фінсон (1575—1617) — художник, прихильник караваджизму у Франції й у Нідерландах
- Френк Бренгвін (1867—1956) — валійський графік і маляр.
- Єф ван де Віле (1903—1979) — фламандський націоналіст пронацистського напрямку, штурмбанфюрер СС.
- Пітер Аспе (* 1953) — бельгійський письменник.
- Жозеф-Дені Одеваре — художник

## Цікавий факт
- У вересні 2016 року місцева броварня побудувала підземний трубопровід довжиною понад три кілометри, аби вчасно доправляти свою продукцію з історичного центру міста на місце фасування та не псувати старовинну бруківку[7][8].